# Katlego Mashego
Katlego Evidence Mashego (ur. 18 maja 1982 w Bushbuckridge) – południowoafrykański piłkarz grający na pozycji ofensywnego pomocnika lub napastnika.

## Kariera klubowa
Karierę piłkarską Mashego rozpoczął w klubie Tubatse Crusaders, a następnie był piłkarzem Jamestown FC. W 2001 roku odszedł do Hellenic FC z Kapsztadu i w jego barwach zadebiutował Premier Soccer League (szczebel I ligi). W 2004 roku, po spadku Hellenic do drugiej ligi, zawodnik odszedł do drużyny Silver Stars z Rustenburga. Tam spędził dwa lata, ale nie odniósł większych sukcesów w lidze.
W 2006 roku Mashego został piłkarzem Supersport United FC z miasta Pretoria. W jego ataku występował z Zambijczykiem Jamesem Chamangą, a następnie Etiopczykiem Fikru Teferą. W sezonie 2007/2008 wywalczył z Supersport United swoje pierwsze w karierze mistrzostwo Republiki Południowej Afryki. Rok później Supersport United ponownie został mistrzem kraju, jednak Mashego odszedł w trakcie sezonu.
Kolejnym klubem Mashego w karierze stał się Orlando Pirates z Johannesburga. Tam, podobnie jak w Supersport United, stał się zawodnikiem podstawowej jedenastki. W 2009 roku zajął z Orlando Pirates 2. pozycję w Premier Soccer League, a w sezonie 2010/2011 sięgnął z nim po dublet - mistrzostwo i Puchar Południowej Afryki.
W sezonie 2011/2012 Mashego grał w Lamontville Golden Arrows FC, a w sezonie 2012/2013 w Moroka Swallows FC. W latach 2013–2016 był zawodnikiem Mamelodi Sundowns FC. W sezone 2013/2014 został z nim mistrzem, w sezonie 2014/2015 - wicemistrzem, a w sezonie 2015/2016 - ponownie mistrzem kraju. W sezonie 2014/2015 zdobył też krajowy puchar. W latach 2016–2018 był zawodnikiem klubu Chippa United FC, w którym zakończył karierę.
| Sezon   | Klub                         | Kraj              | Rozgrywki             | Mecze | Bramki |
| ------- | ---------------------------- | ----------------- | --------------------- | ----- | ------ |
| 2001/02 | Hellenic FC                  | Południowa Afryka | Premier Soccer League | ?     | ?      |
| 2002/03 | Hellenic FC                  | Południowa Afryka | Premier Soccer League | ?     | ?      |
| 2003/04 | Hellenic FC                  | Południowa Afryka | Premier Soccer League | ?     | ?      |
| 2004/05 | Silver Stars                 | Południowa Afryka | Premier Soccer League | 9     | 2      |
| 2005/06 | Silver Stars                 | Południowa Afryka | Premier Soccer League | 26    | 6      |
| 2006/07 | Supersport United FC         | Południowa Afryka | Premier Soccer League | 24    | 7      |
| 2007/08 | Supersport United FC         | Południowa Afryka | Premier Soccer League | 25    | 11     |
| 2008/09 | Supersport United FC         | Południowa Afryka | Premier Soccer League | 11    | 3      |
| 2008/09 | Orlando Pirates              | Południowa Afryka | Premier Soccer League | 14    | 6      |
| 2009/10 | Orlando Pirates              | Południowa Afryka | Premier Soccer League | 26    | 5      |
| 2010/11 | Orlando Pirates              | Południowa Afryka | Premier Soccer League | 17    | 4      |
| 2011/12 | Lamontville Golden Arrows FC | Południowa Afryka | Premier Soccer League | 22    | 4      |
| 2012/13 | Moroka Swallows FC           | Południowa Afryka | Premier Soccer League | 28    | 13     |
| 2013/14 | Mamelodi Sundowns FC         | Południowa Afryka | Premier Soccer League | 17    | 7      |
| 2014/15 | Mamelodi Sundowns FC         | Południowa Afryka | Premier Soccer League | 11    | 2      |
| 2015/16 | Mamelodi Sundowns FC         | Południowa Afryka | Premier Soccer League | 8     | 0      |
| 2016/17 | Chippa United FC             | Południowa Afryka | Premier Soccer League | 9     | 2      |
| 2017/18 | Chippa United FC             | Południowa Afryka | Premier Soccer League | 14    | 4      |

## Kariera reprezentacyjna
W reprezentacji RPA Mashego zadebiutował 10 maja 2006 roku w zremisowanym 0:0 towarzyskim spotkaniu z Lesotho. Pierwszego gola w kadrze narodowej zdobył 16 sierpnia 2006 w towarzyskim meczu z Namibią (1:0). W 2009 roku selekcjoner Joel Santana powołał go na Puchar Konfederacji 2009. Z RPA zajął na tym turnieju 4. miejsce. Od 2006 do 2014 rozegrał w kadrze narodowej 22 mecze i strzelił 2 gole.